# Бласс, Симха
Симха Бласс (ивр. שמחה בלאס‎;
15 декабря 1897, Варшава, Российская империя — июль 1982, Тель-Авив) — израильский инженер-гидротехник. Один из основателей компании «Мекорот», проектировщик Трансизраильского водовода, изобретатель капельного орошения.

## Биография
Симха Бласс родился в декабре 1897 года в Варшаве в семье Ицхака Меира Бласса и Сары-Двойры, дочери землевладельца Хаима Ротенберга. До восьми лет жил в доме деда, затем в отцовском, получил традиционное еврейское образование. В 17 лет сдал экзамены на аттестат зрелости и поступил в Инженерную школу Вавельберга и Ротвенда в Варшаве, куда принимались еврейские юноши. После получения Польшей независимости служил в национальной армии в звании рядового, участвовал в отражении наступления Красной армии на Варшаву.
По окончании военной службы Бласс вернулся к занятиям и окончил Инженерную школу, получив диплом инженера. Некоторое время проживал в Берлине, где изобрёл новую модель сеялки, получившую первый приз на выставке в Италии. Эту машину он рассчитывал использовать для увеличения урожайности посевов в еврейских поселениях в Палестине. В это же время женился на Юдит Добкиной.
В 1927 году Бласс иммигрировал в подмандатную Палестину, где поселился в кибуце Дгания Бет. Опытные испытания его сеялки принесли высокий урожай — около 600 кг ячменя с дунама вместо обычных для того времени 150—200, однако широкого распространения это изобретение так и не получило. В Палестине Бласс обнаружил, что нехватка воды тормозит сельское хозяйство в этом регионе сильней, чем нехватка пахотных земель и рабочей силы, и с этого момента сосредоточил свои инженерные усилия в области гидротехники.
Уже в конце 1920-х годов Бласс спроектировал передовые насосные станции в Дгании Бет и соседнем поселении Бейт-Зера. С 1930 года работал в Тель-Авиве и в следующие 18 лет проектировал большинство насосных станций и систем орошения для еврейских поселений Палестины. Некоторые из его более масштабных проектов (в частности, региональный водовод для западной части Изреельской долины и снабжение Негева водой из буровых скважин и рек Яркон и Иордан) для своего времени оказались слишком дерзкими и были реализованы лишь позже — первый незадолго до Второй мировой войны, а второй после неё. В 1937 году, с созданием компании «Мекорот», занимавшейся водоснабжением еврейского ишува, Бласс был назначен её главным инженером.
Во время Войны за независимость Израиля Бласс по заказу еврейского командования проектировал противотанковые гранатомёты и мины различных типов. По окончании войны он организовал и возглавил отдел водоснабжения при министерстве сельского хозяйства, который продолжил реализацию его плана по снабжению водой Негева, а с 1952 года руководил работами уже как генеральный директор компании «Водное планирование Израиля» (ивр. תכנון המים לישראל, תה"ל‎). Последний этап плана, поставка воды из Иордана, был осуществлён несмотря на протесты Сирии и угрозы применения военной силы. Проект Трансизраильского водовода был завершён в 1964 году.
В 1956 году Бласс уволился из «Водного планирования Израиля» из-за конфликта с государством в связи с тем, что некогда основанная им компания «Мекорот» стала фактическим монополистом в сфере водоснабжения в стране, а часть проекта водовода, предусматривавшая производство электричества на гидроэлектростанциях, была свёрнута. Вернувшись к частному бизнесу, он работал над проектами водоснабжения для клиентов из развивающихся стран. Параллельно Бласс работал над проектом капельного орошения, создавая прототип системы на заводе в кибуце Хацерим. Идея капельного орошения, при котором вода подводится небольшими порциями к каждому отдельному растению, разрабатывалась Симхой Блассом и его сыном Иешаяху с 1956 года и впоследствии нашла массовое применение не только в Израиле, но и в других странах. Капельное орошение по методу Бласса приводило одновременно к снижению расходов воды и к росту урожаев. Для промышленного производства систем капельного орошения был основан завод «Нетафим».
Симха Бласс умер в Тель-Авиве в июле 1982 года.